# 五所川原市立市浦小学校
五所川原市立市浦小学校（ごしょがわらしりつ しうらしょうがっこう）は、青森県五所川原市の旧北津軽郡市浦村域にある公立小学校。

## 概要
- 本校は、2001年4月に相内・太田・十三・脇元の各小学校が統合して設立された学校である。
- 主な進学先は、市浦中学校である。
- 一級へき地学校に認定されている[1]。

## 沿革
- 2001年（平成13年）
  - 1月 - 公募により、校歌と校章が決定。
  - 4月1日 - 市浦村立市浦小学校として開校。
  - 4月7日 - 児童157人と先生17人で開校式挙行。同日に最初の入学式挙行。
- 2005年（平成17年）3月28日 - 市浦村の五所川原市への合併により、五所川原市立市浦小学校と改称。

## 学区
- 旧市浦村全域。

## 交通
- 弘南バス五所川原 - 小泊線 （金木・中里経由）「相内」バス停下車後、徒歩約360m・約6分。
- 五所川原市役所市浦総合支所から約1.2km、徒歩で約20分・車で約数分。

## 周辺
- 国道339号
- 市浦郵便局
- 春日内観音堂

## 参考資料
- 『広報しうら』平成13年5・6月号2ページ「市浦小学校開校」
- 『広報しうら』縮刷版507頁「しうらのあゆみ（年表）」
- 『東奥年鑑』2003年版記録編305ページ「市町村の姿 - 市浦村（概要・おもなできごと）」